# Mișca
Mișca is een Roemeense gemeente in het district Arad.
De gemeente Mișca telde in 2011 in totaal 3733 inwoners. Belangrijkste bevolkingsgroepen zijn de Roemenen (1331 personen), de Hongaren (1300 personen) en de Roma (911 personen).
De gemeente bestaat uit de dorpen:
- Mişca (Tőzmiske) - Roemeense meerderheid
- Satu Nou (Simonyifalva) - Hongaarse meerderheid
- Vânători (Vadász) - Roma meerderheid
- Zerindu Mic (Bélzerénd) - Hongaarse meerderheid